# Ray Krebbs
Raymond "Ray" Krebbs, a Dallas című sorozat egyik szereplője, megszemélyesítője Steve Kanaly. Ray Krebbs a Texasi olajvállalkozó, Jock Ewing törvénytelen fia.

## Háttér
Ray Krebbs 1945. október 19-én született Kansas-ban. Az állítólagos apja, Amos Krebbs elhagyta őt és édesanyját, Margaret Huntert, amikor Ray még csak három éves volt. 15 éves korában Rayt a nemrég elhunyt édesanyja küldte Southfork Ranchre, egy levéllel, amelyben megkéri Jock Ewing-ot, hogy segítsen a fián, Ray-en. Margaret a United States Army Air Corps nővére volt, és a második világháborúban találkozott Jock-kal, akivel ez idő alatt viszonyuk volt. Amikor Ray 15 éves korában Southforkba érkezett, Jock Ewing és Ellie Ewing mindketten tudták, hogy Ray annak az asszonynak a fia, akivel Jocknak a háború alatt Angliában viszonya volt, de ekkor még nem tudták, hogy Ray valójában nem Amos Krebbs, hanem Jock fia.

## Történet
Ray Jocknak dolgozott Southforkban, mint munkavezető. Kezdetben Ray egy kicsit "huncutabb" volt, viszonya volt Lucy Ewing-gal. Másrészt együttműködött Jockey-val, hogy szétválasszák a friss házasokat: Bobbyt és Pamelát (Ray régi szerelmét). Ennek ellenére Ray jószívű volt, megbízható és derék barátja lett a Ewing családnak. 1980-ban Amos Krebbs felbukkant Dallasban, és felfedte, hogy nem ő Ray édesapja. Amos Krebbs Margaret Hunter naplójából felolvasott bizonyos információkat Jock Ewing-nak, amelyekből kiderült, hogy valójában Jock Ray édesapja. Jock tárt karokkal üdvözölte negyedik fiát a családban, és a nyilvánosság előtt is vállalta őt. Mivel így nagyon kínos volt, és vérfertőzés lett volna a következménye, Ray és Lucy elfelejtették az egykori kapcsolatukat, és sohasem hozták fel újra.
Ray végül megtalálta a boldogságot Donna Culver mellett, aki Sam Culver politikus özvegye volt, és feleségül vette 1981-ben. A házasságuk viszont hanyatlani kezdett 1985-ben, és Donna elköltözött Ray-től. Kiderült, hogy Donna terhes volt, és erre Ray próbálta visszahívni magához Donnát, de ő hajthatatlan volt, és nem ment vissza hozzá. Az álomévadban Ray és Donna kibékültek. Miután Donna elvetélt, örökbefogadtak egy siket fiút, Tonyt. Az évad végén ugye kiderült, hogy minden csak Pamela álma volt, így Donna és Ray sem békültek ki igazából, és nem fogadtak örökbe egy fiút sem, és Donna nem vetélt el. 1987-ben elváltak, és Donna megszülte a lányukat, Margaret Krebbs-et, akit Ray elhunyt édesanyja után nevezett el.
Ray 1987-ben feleségül vette Jenna Wade-et, miután Jenna megszülte Bobby gyermekét, Lucas-t. A házassággal együtt Ray örökbefogadta Lucas-t, így az ő vezetéknevét kapta meg. Ez sok keserűséget okozott Bobby és közte, de mivel testvérek voltak, így egy idő múlva kibékültek és békében éltek. Aztán bajok adódtak Jenna tinédzser lányával, Charlieval és emiatt voltak viták Ray és Jenna között. Miután Jenna elküldte Charlie-t egy bentlakásos iskolába, Európába, Ray és Jenna úgy döntöttek, hogy Svájcba kell költözniük véglegesen. Clayton és Miss Ellie meglátogatta őket, mielőtt ők is elhagyták volna Dallast, 1991-ben. Ők is belefáradtak már az örökös tragédiákba, és a harcokba.
1991-ben Ray visszatért a záró epizódba. Jockey álmában kiderült, hogy mi történt volna akkor, ha ő meg sem születik. Eszerint Ray nagyon boldogtalan volt a szakmai életben, és Jock korai halála miatt, Ray sohasem tudta meg, hogy ő is Ewing. Erősen sántított a rodeo sérülések miatt. Látva, hogy Ray egy bárban és egy tanyán kényszerül megélni, Jockey elismeri: "Én egy kicsit sajnálom őt." Aztán az álomban Ray születésnapját is láthatta, és annak ellenére, hogy rossz munkája volt, Ray nagyon boldog családban élt, és a fiát Jock-nak hívták. Jockey látja, hogy valóban boldog a családjával, annak ellenére, hogy ez csak egy álom. Ray-nak egy kisebb bajusza is volt itt, amit sohasem láthattunk rajta, amíg főszereplőként szerepelt a sorozatban.
1998-ban Ray(festett barna hajjal) visszatért a Dallas: a Ewingok háborúja című filmbe, és itt ismét önmaga volt.

## Dallas (2012, televíziós sorozat)
2012-ben Ray megjelent az unokaöccse, Christopher esküvőjén, majd később Bobby végső Southforki ünnepségén is részt vett. Aztán 2013-ban részt vett a féltestvére, Jockey temetésén Southforkban, ahol a beszédében azt mondta, hogy Jock sohasem lesz rá annyira büszke, amilyen Jockey-ra volt. Jockey végrendeletében Ray nem szerepel. Ray a sorozat harmadik évadjában Lucy-vel együtt jelent meg újra.

## Fordítás
- Ez a szócikk részben vagy egészben  a   Ray Krebbs című angol Wikipédia-szócikk fordításán alapul.  Az eredeti cikk szerkesztőit annak laptörténete sorolja fel. Ez a jelzés csupán a megfogalmazás eredetét és a szerzői jogokat jelzi, nem szolgál a cikkben szereplő információk forrásmegjelöléseként.